# Rhinella achavali
Espèce
Synonymes
- Bufo achavali Maneyro, Arrieta & de Sá, 2004

Statut de conservation UICN

 LC  : Préoccupation mineure
Rhinella achavali est une espèce d'amphibiens de la famille des Bufonidae.

## Répartition
Cette espèce se rencontre entre 100 et 500 m d'altitude :
- dans le nord-est de l'Uruguay dans les collines de Cuchilla de Haedo et de Cuchilla Grande à environ 500 m d'altitude ;
- dans le sud du Brésil dans l'État du Rio Grande do Sul entre 100 et 374 m d'altitude.

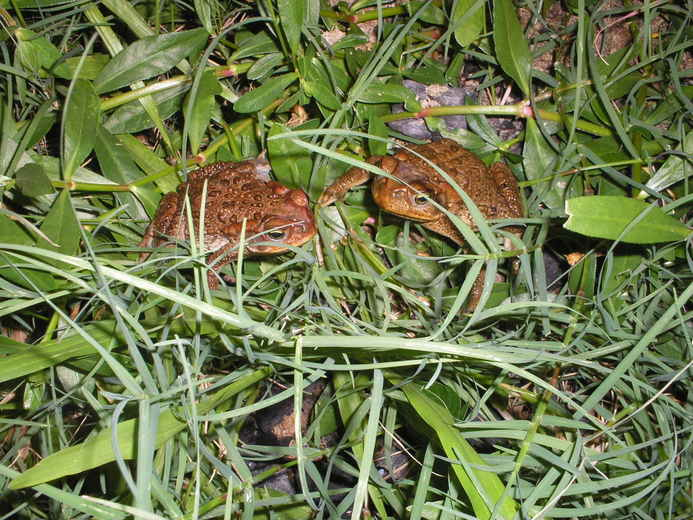
Rhinella achavali

## Étymologie
Cette espèce est nommée en l'honneur de Federico Achaval (1941-).

## Publication originale
- Maneyro, Arrieta & de Sá, 2004 : A New Toad (Anura: Bufonidae) from Uruguay. Journal of Herpetology, vol. 38, no 2, p. 161-165.